# Holmagölen (Björkö socken, Småland)
Holmagölen är en sjö i Vetlanda kommun i Småland och ingår i Emåns huvudavrinningsområde.